# Mangotsfield
Mangotsfield is een plaats en civil parish in het bestuurlijke gebied South Gloucestershire, in het Engelse graafschap Gloucestershire met 9.732 inwoners.